# Star Wars: Droids
Star Wars: Droids: The Adventures of R2-D2 and C-3PO je animovaný seriál z roku 1985, který je spin-offem původní trilogie Star Wars. Soustředí se na hrdinské činy droidů R2-D2 a C-3PO mezi událostmi Pomsty Sithů a Nové naděje. Vyrobilo ho studio Nelvana pro společnost Lucasfilm a vysílala ho ABC spolu s jeho sesterským seriálem Ewoks jako součást The Ewoks and Droids Adventure Hour.
Seriál má jednu sérii skládající se ze 13 půlhodinových dílů. Jako finále slouží hodinový speciál vysílán v roce 1986.
Úvodní znělku "In Trouble Again" nazpíval Stewart Copeland ze skupiny The Police. Během jejich dobrodružství se droidi ocitnou ve službách různých nových pánů. Postavy z původní trilogie Boba Fett a IG-88 se každý objeví v jedné epizodě. Od svého vysílaní se seriál stal kultovní klasikou.

## Děj
Seriál Droids ukazuje dobrodružství R2-D2 a C-3PO, ve kterých čelí gangsterům, zločincům, pirátům, lovcům odměn, Galaktickému impériu a dalším hrozbám a ocitají se ve složitých situacích.
Seriál byl retroaktivně zařazen do období dva roky po Pomstě Sithů a patnáct let před událostmi Nové naděje, ve které C-3PO říká Lukovi Skywalkerovi, že on a R2-D2 "posledně patřili kapitánu Antillesovi." Tomu svěří droidy do péče Bail Organa na konci Pomsty Sithů, čímž vzniká patrná chyba. Ta je vysvětlena tím, že se droidi omylem oddělili od Antillese během událostí v seriálu.

## Obsazení a postavy

### Hlavní postavy
- Anthony Daniels jako C-3PO - Daniels stvárnil tuto postavu i ve filmech.[5][6]
- Ben Burtt jako R2-D2 (neuveden)

### Vedlejší postavy a hosté
- Don Francks jako Jann Tosh, Boba Fett a Gir Kybo Ren-Cha / Kybo Ren
- Winston Rekert jako Sise Fromm a Mungo Baobab[7]
- Gaeme Campbell jako Proto One, admirál Terrinald Screed a Lord Toda
- Peter MacNeill jako Jord Dusat
- Taborah Johnsonová jako Jessica Meadová.
- John Stocker jako Vlix Oncard, Greej, Zate-Cha a Sollag
- Rob Cowan jako Thall Joben
- Dan Hennesey as Jord Dusat (4. díl), strejda Gundy, Jyn Obah, Vinga, Yorpa, guvernér Koong a kapitán Cag[8]
- Cree Summerová jako princezna Gerin
- Jan Austinová jako Auren Yommová
- Long John Baldry jako velký Heep a Roto
- Lesleh Donaldsonová jako Kea Mollová
- Chris Wiggins jako Mon Julpa
- Stephen Ouimette jako vypravěč
- Winston Rekert jako Tig Fromm

Mezi další hosty patří George Buza, Andrew Sabiston, Eric Peterson, Jamie Dick, Donny Burns, Alan Fawcett, Don McManus a Gordon Masten.

## Produkce a vysílání
Seriál vytvořila kanadská společnost Nelvana pro společnost Lucasfilm. Několik dílů napsal zvukař Nové naděje Ben Burtt. Hanho Heung-Up Co. je korejská společnost, která byla najata, aby seriál naanimovala.
Ve Spojeném království koupila televize BBC práva na vysílání celého seriálu od roku 1986 do roku 1991 jako součást programu Children's BBC. Seriál jako celek byl uveden v tomto období dvakrát, v rocích 1986 a 1988 u události vydání trilogie Star Wars a Droids na VHS. Speciál "The Great Heep" byl uveden pouze jednou v roce 1989 na Going Live!, sobotního ranního dětského pořadu odd BBC - tam byl rozdělen na dvě části v po sobě jdoucích týdnech. Různé díly byly také uvedeny v různých obdobích pětileté licence, např. cyklus Trigon byl uveden v roce 1991 na jiném sobotním ranním dětském pořadu od BBC s názvem The 8:15 from Manchester.
Úvodní znělku "In Trouble Again" nazpíval Stewart Copeland ze skupiny The Police a napsal on spolu s Derekem Holtem.
Seriál vysílala síť ABC spolu s jeho sesterským seriálem Ewoks jako součást The Ewoks and Droids Adventure Hour. Premiéru měl v roce 1985 jako součást fitnes speciálu s hranými verzemi droidů, který moderoval Tony Danza. Seriál má jednu sérii o 13 půlhodinových epizodách. Jako závěr slouží hodinový speciál z roku 1986. Droids a Ewoks byly později reprízovány v bloku Cartoon Quest stanice Sci-Fi Channel v roce 1996 s menšími úpravami kvůli délce.
Ve Spojeném království byl tento seriál společně s Ewoks vydán na VHS jako součást propagační akce s Dairylea Cheese. Rodiny mohly posílat prázdné balení od sýru a na oplátku získat jednu ze 6 VHS kazet. Tyto videokazety jsou vzácné a sběrateli vyhledávané.

## Díly
| Č. | Název                    | Režie                             | Scénář                                | Původní datum vydání |
| --- | ------------------------ | --------------------------------- | ------------------------------------- | -------------------- |
| 1 | The White Witch          | Ken Stephenson & Raymond Jafelice | Peter Sauder                          | 7. září 1985         |
| Poté, co je jejich bezohledný bývalý pán hodí přes palubu nad pouští na Ingu se C-3PO a R2-D2 ujmou speedroví závodníci Jord Dusat a Thall Joben. Kea Mollová je vidí omylem vkročit do omezené oblasti a ochrání je před několika smrtícími droidy. Jeden z droidů gangstera Tiga Fromma unese Jorda a droidi pomůžou Thallovi a Kei ho zachránit z Frommovy tajné základny, přičemž zničí velkou část jeho droidího vojska. |                          |                                   |                                       |                      |
| 2 | Escape Into Terror       | Ken Stephenson & Raymond Jafelice | Peter Sauder                          | 14. září 1985        |
| Poté, co C-3PO nechá hyperpohon Keiny vesmírné lodi odplouvat ve vesmíru zůstanou on, R2-D2, Jord a Thall s Kea a její matkou Denmmou na Annoo a snaží se získat nový hyperpohon. Droidi zjistí, že je Kea členkou Aliance rebelů. Zatímco Jord zůstane s Demmou se Thall, Kea a droidi vplíží na loď Frommova gangu s cílem vniknout na tajnou základnu na Ingu. Tam dobydou Trigon One, satelitní zbraň, kterou vytvořil Frommův gang k ovládnutí celého galaktického kvadrantu. |                          |                                   |                                       |                      |
| 3 | The Trigon Unleashed     | Ken Stephenson & Raymond Jafelice | Peter Sauder & Richard Beban          | 21. září 1985        |
| Poté, co Frommův gang přepadne obchod se speedery na Ingu a zajme Thalla, Kei a droidy Tig odhalí, že unesl Jorda a Demmu a nepustí je, dokud Thall nevyzradí pozici Trigon One. Thall to udělá, ale skupina je uvězněna s Jordem až do chvíle, kdy droidi přechytračí stráže. Když Tig pilotuje vesmírnou zbraň zpátky na základnu jeho otce, Sise, zjistí, že její ovládání byly sabotovány a přeprogramovány ke srážce se základnou. Jord jde zabrat únikovou loď zatímco Thall a Kea zachrání Demma a droidi dělají všechno, co vědí, aby jim pomohli.                                                                   |                          |                                   |                                       |                      |
| 4 | A Race to the Finish     | Ken Stephenson & Raymond Jafelice | Peter Sauder & Steven Wright          | 28. září 1985        |
| Tím jde na Boontu zúčastnit se závodu speedrů, ale pronásleduje je Frommův gang a přinutí je nouzově přistát. Sise si najme Bobu Fetta, aby mu pomohl vykonat jeho pomstu navzdory tomu, že Jabba Hutt na něj vypsal odměnu. Tig umístí na White Witch termální detonátor a Fett honí Thalla na místo závodu. Tam je výbušnina použita ke zničení Fettova speederu. Sklamaný lovec odměn zadrží Frommy a vezme jich k Jabbovi. Thall, Jord a Kea dostanou nabídku pracovat pro speederovou společnost, ale když zjistí, že by byli R2-D2 a C-3PO přeprogramováni, odmítnou ji. Droidi své pány opustí, aby mohli práci vzít. |                          |                                   |                                       |                      |
| 5 | The Lost Prince          | Ken Stephenson & Raymond Jafelice | Peter Sauder                          | 5. října 1985        |
| C-3PO, R2-D2 a jejich nový pán Jann Tosh se spřátelí se záhadným mimozemšťanem převlečeném za droida. Zajme je zločinecký boss Kleb Zellock a přinutí je dolovat Nergon-14, cenný, ale nestabilní minerál, který se používá v protonových torpédech, a který plánuje prodat Impériu. V dole potkají Sollaga, který v jejich kamarádovi rozpozná Mona Julpu, prince Tammuz-anů. Spolu zločineckého bosse porazí a utečou z dolů předtím, než jsou zničeny v explozi Nergonu-14. |                          |                                   |                                       |                      |
| 6 | The New King             | Ken Stephenson & Raymond Jafelice | Peter Sauder                          | 12. října 1985       |
| Droidi, Jann, Mon Julpa a Sollag, společně s pilotkou nákladní lodě Jessicou Meadovou cestují na Tammuz-an, aby zabránili Ko Zatec-Chovi, podlému hodnostáři, převzít trůn planety Tammuz-an. Aby uskutečnil své záludné plány, Zatec-Cha si najme lovce odměn IG-88, aby zajal Mona Julpu a jeho královské žezlo, ale hrdinům se podaří získat ho zpět a Mon Julpa se stane králem Tammuz-anu. |                          |                                   |                                       |                      |
| 7 | The Pirates of Tarnoonga | Ken Stephenson & Raymond Jafelice | Peter Sauder                          | 19. října 1985       |
| Během doručování paliva na Tammuz-an zajme pirát Kybo Ren-Cha Janna, Jessicu a droidy. Na palubě jeho kradeného hvězdného destruktoru je Kybo Ren vezme na vodní planetu Tarnoonga. Poté, co hrdinové utečou před obří mořskou příšerou Jann a droidi odlákají pozornost pirátů návnadou zatímco Jessica získá palivo zpátky. Jann a droidi utečou a Mon Julpa pošle jednotky, aby zajali Rena. |                          |                                   |                                       |                      |
| 8 | The Revenge of Kybo Ren  | Ken Stephenson & Raymond Jafelice | Peter Sauder                          | 26. října 1985       |
| Kybo Ren se vysvobodí a unese Gerin, dcetu Lorda Tody, politického rivala Mona Julpy. Droidi, Jann a Jessica jdou na planetu Bogden zachránit Gerin předtím, než je Mon Julpa vydán jako výkupné. Renovi muži dorazí s Julpou, ale Lord Toda a četa Tammuz-anských vojáků se propašovali na palubu Renovy vlastní lodi. Ren je poslán zpátky do vězení a mezi Julpou a Todou vznikne spojenectví. Jessica se rozhodne vrátit se k jejímu přepravnému byznysu a rozloučí se s jejími kamarády. |                          |                                   |                                       |                      |
| 9 | Coby and the Starhunters | Ken Stephenson & Raymond Jafelice | Joe Johnston & Peter Sauder           | 2. listopadu 1985    |
| C-3PO a R2-D2 dostanou za úkol doprovodit mladého syna Lorda Tody Cobyho, ale zajmou je pašeráci. Nakonec je zachrání Jann, ale droidi pak zjistí, že se dostal na Imperiální vesmírnou akademii, přičemž je nechá opět bez pána a osamotě. |                          |                                   |                                       |                      |
| 10 | Tail of the Roon Comets  | Ken Stephenson & Raymond Jafelice | Ben Burtt & Michael Reaves            | 9. listopadu 1985    |
| Mungo Baobab s R2-D2 a C-3PO v těsném závěsu začne hledat mocné kameny Roonstones, ale narazí na problémy s Impériem. |                          |                                   |                                       |                      |
| 11 | The Roon Games           | Ken Stephenson & Raymond Jafelice | Ben Burtt, Gordon Kent & Peter Sauder | 16. listopadu 1985   |
| Po úspěšném útěku Mungo, C-3PO a R2-D2 opět zavítají na planetu Roon, ale ukáže se, že generála Koonga, de facto guvernérem dychtivým po podpoře Impéria neviděli naposled. |                          |                                   |                                       |                      |
| 12 | Across the Roon Sea      | Ken Stephenson & Raymond Jafelice | Ben Burtt & Sharman DiVono            | 23. listopadu 1985   |
| Mungo to už chce s hledáním Roonstonů vzdát a spolu s droidy se vrací na svou domovskou planetu Manda. |                          |                                   |                                       |                      |
| 13 | The Frozen Citadel       | Ken Stephenson & Raymond Jafelice | Ben Burtt & Paul Dini                 | 30. listopadu 1985   |
| Mungo a droidy pokračují v hledání Roonstonů, ale Koong jim způsobí problémy. |                          |                                   |                                       |                      |
| SP | The Great Heep           | Clive A. Smith                    | Ben Burtt                             | 7. června 1986       |
| C-3PO a R2-D2 cestují na Biitu s jejich novým pánem Mungem Baobabem a čelí droidovi třídy Abominator jménem velký Heep, který se sám staví ze zbytků jiných droidů. |                          |                                   |                                       |                      |

## Merchandising
V roce 1985 vyrobila značka Kenner podle seriálu sérii hraček, včetně akčních figurek, modelů lodí a dalších předmětů. Dvě akční figurky, Boba Fett a pilot A-wingu, byli přebalené figurky z hlavní série Star Wars. Byla ukončena po první skupině 12 figurek kvůli klesající popularitě Star Wars.
Mezi lety 1985 a 1987 bylo několik dílů adaptovaných na dětské knížky.
Vývojář Mastertronic vydal v roce 1988 počítačovou hru pro ZX Spectrum, Amstrad CPC a Commodore 64.
Společnost Hasbro vydala v roce 2021 k příležitosti 50. výročí Lucasfilmu exkluzivně pro firmu Target sérii akčních figurek podle seriálu zahrnující hlavní droidí dvojku a Bobu Fetta. Fett byl vydán také jako větší figurka Black Series.

### Komiksová série
Star Comics, jedna ze značek Marvelu, vydala v roce 1986 sérii komiksů Star Wars: Droids jako spin-off animovaného seriálu. Vyšlo celkem osm čísel, jedna každý druhý měsíc. Čtyři čísla a obal 5. čísla nakreslil John Romita, Sr. Crossoverový příběh "Lost in Time" z Droids č. 4 pokračoval číslem Ewoks. Poslední tři čísla jsou součástí dějové linie reprodukce Nové naděje očima droidů. Jako součást antologie vyrobilo španělské vydavatelství Editorial Gepsa dvoustranné Droids komiksy.

## Domácí média
Téměř všechny díly seriálu (kromě "Coby and the Starhunters") byly vydány na VHS v 80. a 90. letech, přičemž nejznámější jsou britské PAL vydány ve čtyřech kazetách (Droids 1-3 a The Great Heep), které měly vystřiženou úvodní znělku a titulky. Rick McCallum vytvořil v roce 1996 The Pirates and the Prince, direct-to-video film, který je sloučením čtyř dilů. Spolu se společností Lucasfilm vytvořil v roce 2004 také DVD s názvem Star Wars: Animated Adventures - Droids, který obsahoval The Pirates and the Prince a Treasure of the Hidden Planet, nový kompilační film. Ten obsahoval Munga Baobaba jako vypravěče, kterého namluvil Alex Lindsay a byl vydán společností 20th Century Fox v roce 2005. Obě díla měli pozměněnou hudbu.
2. dubna 2021 bylo oznámeno, že celý seriál bude vydán na Disney+ později v tom samém roce. Všech 13 dílů spolu se speciálem, byly přidány 18. června 2021 a nějakou dobu tam byly ke zhlédnutí.

## Přijetí
Podle Davida Perlmuttera byl seriál Droids ve srovnání s Ewoks "primitivní s dějovými liniemi dost krátkými na čtyři příběhy v jednom díle." Stanice SyFy Wire napsala, že "Droids má potíže najít způsob, jak udělat hranou dvojku tak zábavnou na malé obrazovce, jak jsou na plátně. Pořad se snaží prezentovat předalekou galaxii velmi, velmi dětinským způsobem a ne vždy to je ono." Portál ComicBook.com nazývá seriál "něčím, co všichni musí vidět."

## Odkaz
Ben Burtt napsal pro hudbu k Shadows of the Empire poznámky, které odkazovaly na Roonstones, o kterých napsal v Droids. Měl také cameo v Skryté hrozbě, kde pojmenoval svou postavu po Baobabech. V prequelových filmech je na seriál hned několik odkazů, jako například Boonta Eve Classic v Skryté hrozbě, planeta Bogden a čtyřruký kuchař v Klony útočí a motorka generála Grievouse v Pomstě Sithů.
Genndy Tartakovky dal C-3PO v Klonových válkách (2003) pohyblivé, výrazné oči jako poctu jeho předešlých animovaných výstupech v Star Wars Holiday Special (1978) a Droids studia Nelvana. Zatímco Droids byl v roce 2014 z kánonu vyloučen, vedlejší postava admírala Screeda, koho A Guide to the Star Wars Universe popisuje jako "císařovu pravou ruku v prvních dnech Impéria", se objevuje v kanonických románech jako jsou Tarkin (2014) a Aftermath: Life Debt (2016). Někteří lidé si všimli také možné zdroje inspirace pro hlavní postavy sequelové trilogie Rey a Kyla Rena.